# Криптодолина
Криптодолина (англ. Crypto Valley) — термин, название города Цуг в Швейцарии.
В январе 2017 года была организована независимая поддерживаемая правительством ассоциация Crypto Valley Association для продвижения Криптодолины как ведущей мировой экосистемы для технологий криптографии и блокчейн. Среди организаций уже располагающихся в Криптодолине:
- Bancor[2]
- Status[3]
- Bitcoin Suisse AG
- Crypto AG (прекратила существование в 2018)
- Ethereum
- Monetas
- SweePay[4]
- Xapo
- Tezos Foundation[5]
- полный список есть на официальном веб-сайте Crypto Valley Association.[6]

Цуг называют Криптодолиной из-за большого количества в городе компаний, работающих с криптовалютами. Позже слово «Криптодолина» стало именем нарицательным и на данный момент употребляется в контексте любой территории, где сосредотачиваются крипто-компании.

Идея создания Криптодолины берет свое начало в январе 2014 года, когда Иоганн Геверс, основатель и генеральный директор Blockchain-платформы Monetas, впервые стал продвигать идею глобального центра для блокчейн-фирм. Во время встречи с представителями проектов Ethereum, Monetas и Zug, соучредитель Ethereum Михай Ализи придумал название «Crypto Valley». К апрелю того же года Геверс выступил с инициативой создания Криптодолины на событии Toronto Bitcoin Expo.